# Gerard van de Kerkhof
Gerardus (Gerard) van de Kerkhof (Helmond, 21 mei 1943 – Geldrop, 17 juli 2024) was een Nederlands profvoetballer die als rechtsbuiten speelde.

## Loopbaan
Van de Kerkhof was de zoon van Reinier van de Kerkhof, een verdienstelijk amateurvoetballer, en Mien van de Kerkhof-van Lieshout. Hij kwam uit een gezin van zes kinderen: Bep, Jaan, Hannie en de tweelingbroers René en Willy van de Kerkhof. Gerard van de Kerkhof werd bekend als profvoetballer bij Sparta, waar hij een jaar gespeeld heeft. In zijn enige jaar in de Eredivisie won hij met Sparta de KNVB beker 1965/66. Zijn bijnaam in die periode was "De Sneltrein". Verder heeft hij gespeeld voor FC Den Bosch en Helmond Sport en bij de amateurs lange tijd bij VV Geldrop. 

## Privéleven
Gerard van de Kerkhof huwde in 1965 en kreeg twee kinderen met zijn vrouw. Hij was verre familie van atlete Annie van Stiphout. Hij overleed in 2024 op 81-jarige leeftijd in een verzorgingshuis in Geldrop.

## Clubstatistieken
| Seizoen         | Club             | Land            | Competitie       | Competitie | Competitie | Beker | Beker | Internationaal | Internationaal | Overig | Overig | Totaal | Totaal |
| Seizoen         | Club             | Land            | Competitie       | Wed.       | Dlp.       | Wed.  | Dlp.  | Wed.           | Dlp.           | Wed.   | Dlp.   | Wed.   | Dlp.   |
| --------------- | ---------------- | --------------- | ---------------- | ---------- | ---------- | ----- | ----- | -------------- | -------------- | ------ | ------ | ------ | ------ |
| 1961/62         | Helmondia '55    | Nederland       | Tweede divisie   | –          | 10         | –     | 0     | 0              | 0              | 0      | 0      | –      | 10     |
| 1962/63         | Helmondia '55    | Nederland       | Tweede divisie B | –          | 5          | –     | 0     | 0              | 0              | 0      | 0      | –      | 5      |
| 1963/64         | Helmondia '55    | Nederland       | Tweede divisie B | –          | 12         | –     | 0     | 0              | 0              | 0      | 0      | –      | 12     |
| 1964/65         | Helmondia '55    | Nederland       | Tweede divisie B | –          | 8          | –     | 0     | 0              | 0              | –      | 2      | –      | 10     |
| 1965/66         | Sparta           | Nederland       | Eredivisie       | 24         | 7          | 3     | 3     | 5              | 0              | 0      | 0      | 32     | 10     |
| 1966/67         | FC Den Bosch     | Nederland       | Eerste divisie   | –          | –          | –     | 1     | 0              | 0              | 0      | 0      | –      | –      |
| 1967/68         | FC Den Bosch '67 | Nederland       | Eerste divisie   | –          | –          | –     | 0     | 0              | 0              | 0      | 0      | –      | –      |
| 1968/69         | Helmond Sport    | Nederland       | Eerste divisie   | –          | –          | –     | 1     | 0              | 0              | 0      | 0      | –      | –      |
| 1969/70         | Helmond Sport    | Nederland       | Eerste divisie   | –          | –          | –     | 0     | 0              | 0              | 0      | 0      | –      | –      |
| 1970/71         | Helmond Sport    | Nederland       | Eerste divisie   | –          | –          | –     | 0     | 0              | 0              | 0      | 0      | –      | –      |
| 1971/72         | Helmond Sport    | Nederland       | Eerste divisie   | –          | –          | –     | 0     | 0              | 0              | 0      | 0      | –      | –      |
| 1972/73         | Helmond Sport    | Nederland       | Eerste divisie   | –          | –          | –     | 1     | 0              | 0              | 0      | 0      | –      | –      |
| Carrière totaal | Carrière totaal  | Carrière totaal | Carrière totaal  | –          | –          | –     | 6     | 0              | 0              | –      | 2      | –      | –      |

## Erelijst
Sparta
| Nationaal  |    |         |
| KNVB Beker | 1x | 1965/66 |